# Bad (film)
Pour les articles homonymes, voir Bad.
Pour plus de détails, voir Fiche technique et Distribution.
Bad (Andy Warhol's Bad) est une comédie fantastique américaine réalisée par Jed Johnson et produite par Andy Warhol, sortie en 1977.

## Synopsis
Madame Aiken tient un institut de beauté tout ce qu'il y a de plus normal, si ce n'est qu'elle-même et ses employées (toutes des femmes) louent aussi leurs services comme tueurs à gage. Elles mettent d'ailleurs une certaine application dans l'accomplissement de leurs tâches et les assassinats qu'elles perpétuent sont souvent atroces. Leur petit train-train va être bouleversé par l'irruption soudain d'un homme qui tient absolument à devenir un de leurs collègues dans leur macabre activité…

## Fiche technique
- Titre français : Bad[1]
- Titre original : Andy Warhol's Bad
- Réalisation : Jed Johnson
- Scénario : Pat Hackett, George Abagnalo
- Production : Andy Warhol, Jeff Tornberg, Fred C. Caruso
- Musique : Mike Bloomfield
- Photographie : Alan Metzger
- Montage : David E. McKenna
- Direction artistique : Gene Rudolf
- Chef-décorateur : Frederic C. Weiler
- Costumes : John Boxer
- Pays d'origine : États-Unis
- Langue : anglais
- Genre : comédie/fantastique
- Durée : 105 minutes
- Dates de sortie : 
  - États-Unis : 4 mai 1977
  - France : 7 septembre 1977[1]

## Distribution
- Carroll Baker : Hazel Aiken
- Perry King : L.T.
- Susan Tyrrell : Mary Aiken
- Stefania Casini : P.G.
- Cyrinda Foxe : R.C.
- Matthew Anton : le garçon du drugstore
- Cathy Roskam : la femme du drugstore
- Mary Boylan : Grand-mère
- Gordon Oas-Heim : M. Aiken
- Michael Forella : marchand de glace
- Kitty Bruce :	Karla
- Tere Tereba : Ingrid Joyner
- Renee Paris :	Sara Leachman
- John Starke :	Joe Leachman
- Ruth Jaroslow : patient sous électrolyse

## Distinctions

### Récompenses
- Saturn Award 1978 : Meilleure actrice dans un second rôle (Susan Tyrrell)